# Matt K. Miller
Matthew Kermit Miller (* 2. Februar 1960 in Rockville Centre, New York) ist ein US-amerikanischer Komiker, Autor, Synchronsprecher und Schauspieler.

## Leben
Miller begann seine Arbeit als Schauspieler und mit dem Royal National Theatre of Great Britain, dem Sierra Repertory Theatre, der Vorberg Theatre Company und der Sacramento Theatre Company. Letzteren steht er auch seit 2010 als künstlerischer Leiter vor. Regional wurden seine Leistungen hoch geachtet. 2009 begann er sein eigens Leben als Synchronsprecher und Schauspieler als Soloprogramm  unter dem Titel Fits & Parts: My Life in Stages auf die Bühne zu bringen. Als Autor konnte er ebenfalls in 2009 erstmals überregionalen Erfolg mit dem Stück Beat Aside Apollo's Arrow das mit dem John Gassner Preis der Outer Critics Circle Awards ausgezeichnet wurde verbuchen.

## Leistungen als Synchronsprecher
Miller Bekanntheit resultiert vor allem darin, das er seine Stimmer diversen Charakteren bei der englischen Synchronisierung japanischer Animes, darunter Filme renommierter Studios wie Ghibli aber auch eher im Westen unbekannten Serien und Studios wie etwa "Psycho Diver: Soul Siren" des Studios Funky, leiht. Wegen der so erworbenen Bekanntheit wurden ihm auch Sprechrollen sowohl Videospielen als auch Nebenrollen und Gastauftritte in TV-Serien angetragen.

## Englische Stimme in Animes (Auswahl)
- Das Schloss im Himmel
- Kikis kleiner Lieferservice
- Tenchi Muyō!
- Mobile Suit Gundam
- Cowboy Bebop
- Final Fantasy (Anime)

## Englische Stimme in Computerspielen (Auswahl)
- Final Fantasy X
- Final Fantasy X-2
- Medal of Honor: Allied Assault